# Federación Venezolana de Baloncesto
La Federación Venezolana de Baloncesto es el máximo ente rector de todos los eventos del baloncesto venezolano fundada por José Beracasa.

## Historia

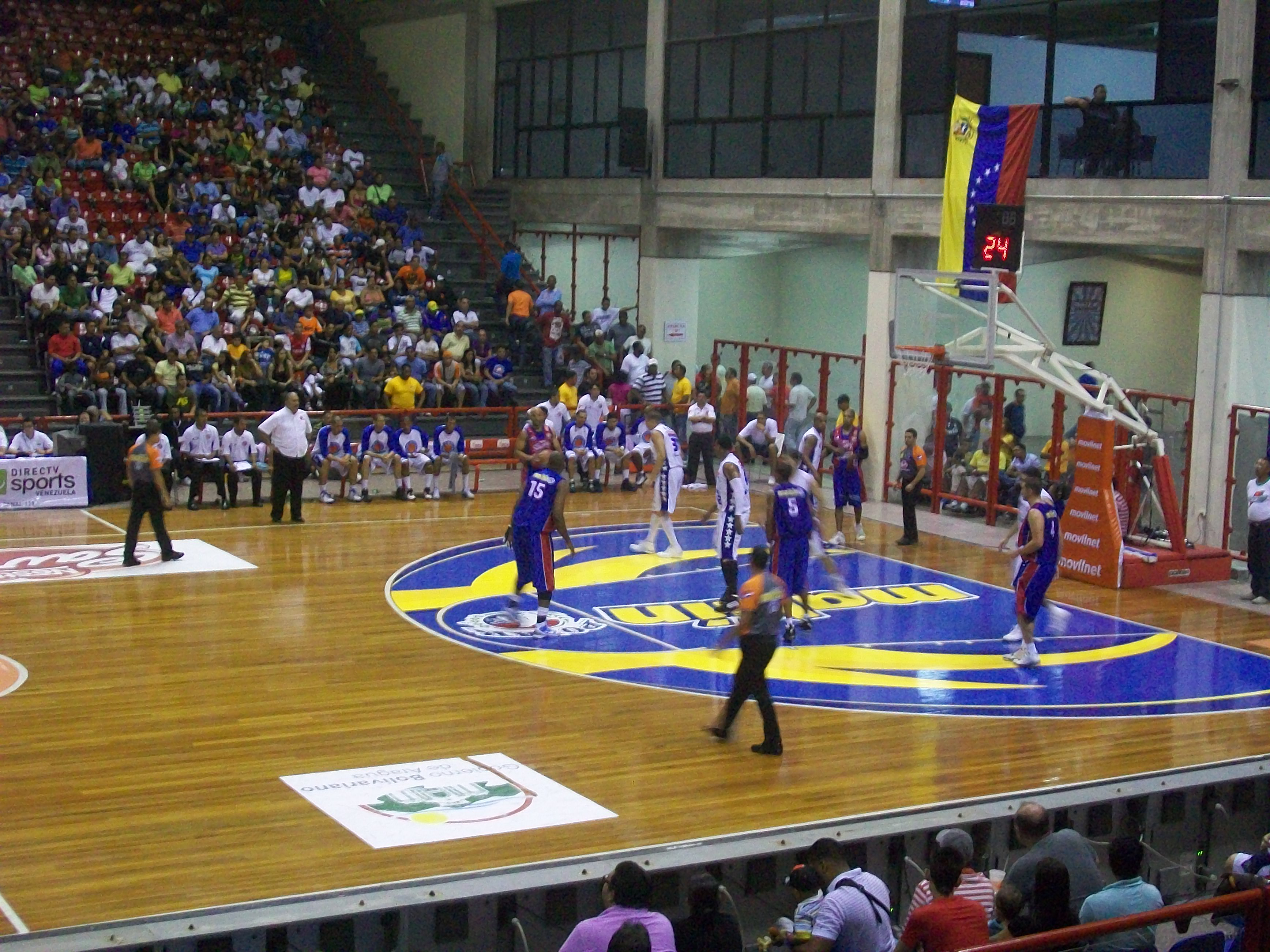
Dos equipos venezolanos de baloncesto durante un partido de la liga profesional

El baloncesto llega a Venezuela a mediados de 1929 con la llegada de empresarios estadounidenses por el auge petrolero en el Estado Zulia. El deporte se fue expandiendo y consolidando en la zona occidental y centro de Venezuela en 1935 se crea la Asociación de Basketball Amateur en Caracas. La primera competencia establecida en el país con mayoría de equipos eran caraqueños. Poco tiempo después nace la Federación Venezolana de Baloncesto organizando en 1948 un Campeonato Nacional con participación de 8 Estados del país. 
En 1974 nace la Liga Especial de Baloncesto como máxima competición nacional hasta 1992 que es sustituida por la Liga Profesional de Baloncesto de Venezuela. Simultáneamente con la Liga Profesional de Baloncesto se juega la Liga Nacional de Baloncesto de Venezuela fundada en 1996 para promover más el baloncesto nacional.